# Lilia Vázquez Kuntze
Lilia Margarita Vázquez Kuntze (Ciudad de México, 16 de abril de 1955) es una compositora, pianista y profesora universitaria mexicana.

## Trayectoria
Vázquez Kuntze comenzó a estudiar  piano en el Conservatorio Nacional de Música de la Universidad Nacional Autónoma de México a los 7 años. Posteriormente estudió Composición Musical y Profesor de Teoría Musical en el Musikakademie de Kassel, Alemania. Fue alumna de Mario Lavista, Francisco Donatoni, Iannis Xenakis y cursó en el taller de Federico Ibarra en el Centro Nacional de Investigación, Documentación e Información Musical. Estudió piano con Luz María Segura, Andrés Acosta, Manuel Delaflor, Jorge Suárez, Guadalupe Parrondo y Gerhart Muench.
Como compositora ha creado obras para piano, coro, música de cámara y orquesta sinfónica. Integró los ensambles Da Capo y Ad Líbitum como pianista. Es profesora de distintas disciplinas musicales en el Conservatorio de Música del Estado de México desde 1993. En 2012 fundó el Colectivo de Signos Sonoros.

## Premios y reconocimientos
- Beca del Fondo Nacional de la Cultura y las Artes, 1994, 1998, 2011 y 2014[5][7]
- Premio Sor Juana Inés de la Cruz del Instituto de Cultura del Estado de México por A Cristo Sacramentado, día de comunión, 1998.